# Tevta
Tevta (grško: Τεύτα [Teuta]), keltsko-ilirska kraljica, ki je po smrti svojega moža Agrona od leta 230 do 228 pr. n. št. vladala Ardijejskemu kraljestvu oziroma Ilirski državi  v imenu njegovega sina Pineja,  * ni znano,  † ni znano.
Tevta je po svojem možu Agronu nasledila močno ilirsko državo. Pod njeno vladavino je moč države še naprej rasla vse do rimske intervencije. Tevta je, verjetno pod pritiskom ilirskih uporov, napadla sosednji Epir in osvojila več mest, med njimi tudi cvetočo  prestolnico Fenike.  Epirci so priznali svoj poraz in preko svojih odposlancev obljubili sodelovanje v vojni proti grškim mestom.    
Tevta je nadaljevala vojni pohod proti grškim kolonijam ob ilirski obali, kar je prekinilo trgovske poti z Rimsko republiko. Rimljani so se zaradi rastoče Tevtine moči kmalu čutili ogrožene in so sprožili prvo ilirsko vojno. Tevta na rimski napad ni bila pripravljena, zato so jo Rimljani zlahka pregnali z njenih ozemelj na obali Jonskega morja in naslednje leto zlomili ilirsko državo. Tevta se je morala vdati in sprejeti mirovno pogodbo, s katero je Ilirsko kraljestvo izgubilo svoja južna ozemlja. 

## Ime
Ime Tevta je sorodno z galsko besedo *touta-, ki pomeni ljudstvo, in irsko-gelsko besedo tuath, ki pomeni pleme. Njeno ime bi se torej lahko prevedlo kot ljudska kraljica.

## Zgodnje življenje
Tevtini rojstni podatki niso znani. Poročena je bila z ilirskim kraljem Agronom, ki se je zaradi nje ločil od svoje prve žene Tritevte, s katero je imel sina Pineja. Ko je Agron leta 230 pr. n. št. umrl, je bil Pinej še otrok, zato je oblast v kraljestvu de facto  prevzela njegova mačeha Tevta. V nasprotju z Liburni, katerim so vladale ženske, sta v južni Iliriji vladali samo dve kraljici: Tevta in njena manj znana predhodnica Cerija.
Tevta je zaradi številnih notranjih nemirov svojim podložnikom podelila pravico do  piratstva, s katero je njihovo dejavnost preusmerila proti tujcem.

## Priključitev Epirja
Agron je zelo povečal in utrdil moč svojega kraljestva, uspehi pa so se nadaljevali tudi po Tevtinem prihodu na prestol. Njen prvi ukrep je bil napad na grške države. Svoje ladjevje je poslala pred obalo Etolije, kjer je počakalo na prihod kopenske vojske, potem pa je skupaj z njo napadlo Elido in Mesenijo na Peloponezu. Na poti domov so Iliri v prestolnici Epirja Feniki  zahtevali oskrbo svoje vojske. Garnizon 800 galskih najemnikov se jim je predal in Iliri so zasedli mesto. Epirci, ki do tedaj dokazano niso bili vpleteni v vojno v Grčiji, so na hitro zbrali svojo vojsko, da bi osvobodili zasedeno mesto. Zaradi novic, da se je general Skerdilajd na Tevtin ukaz odpravil skozi prelaz Antigonija proti jugu, so Epirci del svoje vojske poslali proti severu, da bi ga zaustavila.  Epirci v Feniki so zato postali brezskrbni. Iliri so ponoči obnovili most, ki je bil delno porušen med obleganjem, pobegnili iz mesta in zasedli ugodne položaje za bitko. Naslednji dan so premagali Epirce, potem pa so se borbe začele stopnjevati. Epirci so zaprosili za pomoč Grško zvezo, ilirska vojska, kateri se je pridružil Skerdilajd, pa se je odpravila proti Halikranu globoko na epirskem ozemlju in se pripravili na odločilno bitko z Grško zvezo. Zasedla je ugodne položaje in še pred bitko dobila Tevtin ukaz, naj se vrne v domovino. Nekaj ilirskih plemen je namreč prešlo na dardansko stran, zato je bilo treba ilirsko severno mejo zavarovati pred morebitnim  napadom Dardancev.

## Piratstvo
V času, ko je Tevta zasedla ilirski prestol, je bilo med lokalnimi plemeni mnogo nesoglasij. Da bi umirila notranje spore, je dovolila ilirskim ladjam, da plenijo grške in rimske ladje. Notranji nemiri so bili morda tudi eden od motivov za napad na Epir. Ko je nevarnost napada Dardancev minila, je nadaljevala svoje ekspanzionistične napade na grške kolonije v Iliriji, med njimi na Drač in Apolonijo na jugu in Isos ob izlivu Drima.  
Ilirski pirati so najprej pred obalo Sarande prestregli in oropali nekaj rimskih ladij, potem pa področje svojega delovanja razširili proti jugu na Jonsko morje, s čemer so presekali trgovske poti med Grčijo in grškimi kolonijami v Italiji. Kmalu so postali strah in trepet južnega Jadrana. Glavno središče trgovanja z Italijo je bilo mesto Foiniki v Epirju, zato je po njegovi zasedbi Ilirsko kraljestvo postalo glavna vojaška sila na vzhodni jadranski obali. Rimljani so se zavedali nevarnosti pomorskega napada na svoja jadranska mesta, zato je bil spopad med Rimsko republiko in Ilirskim kraljestvom neizbežen.
Leta 246 pr. n. št. je bila v južni Italiji ustanovljena rimska kolonija Brundisium, da bi nadzirala pomorski promet v Jonskem morju. Med ilirsko okupacijo Foinikija se je število napadov na italijanske trgovce zelo povečalo in rimski senat, ki se pred tem ni zmenill za pritožbe trgovcev, je uvidel, da mora nekaj ukreniti. K Ilirom je kot svoja ambasadorja poslal brata L. in G. Korunkanija. Ob njunem prihodu je Tevta ravno proslavljala konec upora v Iliriji in se pripravljala na obleganje Isosa, zadnjega mesta, ki se je še upiralo Tevitnim osvajalcem. Ambasadorja  sta Tevti svetovala, naj čim prej spremeni ilirske zakone o piratstvu. Tevta je obljubila, da ilirske kraljeve ladje trgovcev ne bodo napadale in obenem trdila, da tradicionalnega privatnega piratstva ne more preprečiti. Eden od ambasadorjev je izgubil živce in obljubil, da bo sam izboljšal odnose med vladarico in njegovimi podložniki, kar je kraljica sprejela "z ženskim izbruhom besa in nerazumno jezo" in ukazala, naj nesramnega odposlanca na poti domov umorijo.  Novica o poslančevi smrti je sprožila rimske priprave na vojno. Začele so se zbirati legije in vojno ladjevje in v Republiki se je začelo širiti splošno ogorčenje zaradi "kraljičinih kršitev mednarodnih zakonov".

## Pomorske odprave
Tevta se je zavedala, da bo vojna potekala predvsem na morju, zato je ukazala zgraditi še več vojnih ladij in zavarovati obalo okoli Drača in Apolonije v sedanji Albaniji, ki je bila ločena od matične države. Takoj, ko je dovoljevalo vreme, je poslala na jug vojno ladjevje, še večje od tistega v prejšnjih letih, da bi osvojilo otok  Krf.
Spomladi leta 229 pr. n. št. je ilirsko ladjevje priplulo do Drača. Nekaj ilirskim mornarjem se je z izgovorom, da potrebujejo vodo, uspelo pretihotapiti v mesto z orožjem, skritim v amforah.  Polibij pravi, da so pobili stražo in odprli mestna vrata. Mesto je pred ilirskimi osvajalci rešil hiter protinapad meščanov.
Ladje izpred Drača so se zatem pridružile glavnemu ladjevju v obleganju Krfa. Prebivalci Krfa so skupaj z Apolonijci in Dračani prosili za pomoč Grško zvezo. 
Ilirsko ladjevje se je z desetimi ahajskimi in sedmimi akarnijskimi vojnimi ladjami spopadlo pred otokom Paksom južno od Krfa. Polibij poroča, da so Iliri napadli v strnjeni formaciji  s po štirimi ladjami v vrsti. Spopad je bil tako silovit, da so se ladje komaj premikale. Iliri so poskakali na mostove ahajskih ladij in premagali manj številne Ahajce. Zajeli so štiri trireme in potopili eno kvinkveremo, ostalim grškim ladjam pa je uspelo pobegniti. Po tej pomorski zmagi so Iliri osvojili Krf in osnovali vojaško posadko pod poveljstvom kraljičinega svetovalca Demetrija Hvarskega. Glavnina ilirske vojske je nato odplula proti severu, da bi ponovno napadla Drač. 
Iliri so zdaj obvladovali vso obalo severno od Korintskega zaliva, vključno s pomorskimi potmi, ki so potekale preko Krfa proti Siciliji in Italiji.

## Prva ilirska vojna
Rimsko invazijo na Ilirijo leta 229 pr. n. št. so Tevta in Iliri dočakali popolnoma nepripravljeni. Dogodke je pospešila vdaja Krfa. 
Rimski konzul Gnej Fulvij Kentumal je nameraval z 200 ladjami napasti in oblegati Krf. Otok se je medtem vdal, Fulvij pa je kljub temu izplul, ker se je že pred tem začel tajno pogajati z Demetrijem Hvarskim, ki je pri Tevti padel v nemilost in se je zbal za lastno varnost. Krf je z Demetrijevo privolitvijo prisrčno sprejel Rimljane, jim predal svojo vojaško posadko in za protiuslugo dobil rimsko zaščito. Demetrij je bil do konca vojne rimski vojaški svetovalec.
Medtem je konzul Lucij Postumij Albin  z vojsko 20.000 pešakov, 2.000 konjenikov in 200 ladjami izplul iz Brindisija v Apolonijo, ki je postala rimska zaveznica.  V Apoloniji se mu je pridružil Fulvij in združena vojska je začela prodirati proti Draču. Tevtina vojska je prekinila obleganje Drača in se razbežala. Mesto je dobilo rimsko zaščito, vojska pa je nadaljevala pohod v notranjost Ilirije. Med pohodom je sprejela delegacijo nekaterih ilirskih plemen, med njimi tudi Atintanov in Partinov, in sprejela njihovo formalno vdajo. Z morja je blokirala Lisos (sedanji Lezhë) in mestu zagotovila rimsko zaščito. Ko so se Rimljani začeli približevati osrčju Ilirskega kraljestva, so naleteli na bolj odločen odpor. Njihovo ladjevje je odplulo proti severu in napadlo ilirska obalna mesta, med njimi tudi neprepoznano Noutrijo. Med napadi so izgubili magistra, nekaj vojaških tribunov in prestregli dvajset ladij, natovorjenih s plenom.  Oblegovalci Lisa so pobegnili v mesto Arbo, Tevta sama  pa v Risan v Kotorskem zalivu. Rimljani so bili z doseženim zadovoljni in so prekinili sovražnosti. Lisos so predali tam rojenemu Demetriju Hvarskemu. Večina rimske vojske se je vrnila v Italijo. Za seboj so pustili konzula, štirideset ladij in nekaj zavezniških vojakov, da bi pred Iliri branili prebivalstvo pod rimsko zaščito.
Tevta se je dokončno vdala leta 228 pr. n. št. in sprejela sramotne mirovne pogoje. Rimljani so ji dovolili vladanje, vendar so ga omejili na ozek pas okoli prestolnice Skadra in Risana, vse posesti južno od Skadra pa so ji zasegli.  Poleg tega je morala plačevati letni davek, priznati vrhovno oblast Rima in obljubiti, da južneje od Lisosa ob izlivu Črnega Drima ne bosta pluli več kot dve ilirski ladji naenkrat, četudi ne bi bili oboroženi. Določila mirovne pogodbe so posredovali tudi Grški zvezi, ki je bila z njimi zadovoljna.

## Posledice
Apolonija, Drač in njuno zaledje ter koinona Atintaini in Partini so prišli pod rimsko zaščito, kar je zadalo uničujoč udarec ilirski državi. Rimski senat je po vojni meje republike umaknil na reko Ardaksan (sedanja Mati v severni Albaniji). Iliri so morali Rimu prepustiti vsa osvojena ozemlja južno od Drima, na katerih so Rimljani ustanovili svoj protektorat z avtonomnimi enotami Apolonija, Drač, Partini and Atintani. Protektorat je služil kot pregrada med Ilirijo in njenima balkanskima zaveznikoma Makedonijo in Epirjem, ker je presekal poti med Ilirijo in Makedonijo, ki je bila njena pokroviteljica in zaveznica proti Grški zvezi.
Tevto je na ilirskem prestolu nasledil Demetrij Hvarski, ki je prekršil mirovno pogodbo z Rimom in sprožil drugo ilirsko vojno. 

## Zapuščina
Tevtina dejanja se v letopisih sedanjih balkanskih regij obravnavajo kot junaška dejanja.  Nanjo se kljub piratstvu gleda s spoštovanjem kot na utelešenje upora in svobodne volje proti  tujim preganjalcem.
Tevta je upodobljena na reverzu albanskega kovanca za 100 lekov, izdanega leta 2000.